# Pedicularis elata
Pedicularis elata är en snyltrotsväxtart som beskrevs av Carl Ludwig von Willdenow. Pedicularis elata ingår i släktet spiror, och familjen snyltrotsväxter. Inga underarter finns listade i Catalogue of Life.